# Lev Landau
Lev Davidovitj Landau (ryska: Ле́в Дави́дович Ланда́у), född 22 januari 1908 i Baku (Azerbajdzjan), död 1 april 1968 i Moskva, var en sovjetisk teoretisk fysiker.

## Biografi
Landau bidrog med viktiga upptäckter på flera områden. Han upptäckte bland annat metoden med täthetsmatriser inom kvantmekanik tillsammans med Felix Bloch (även om John von Neumann upptäckte dessa före dem), utvecklade den kvantmekaniska teorin för diamagnetism, teorin för suprafluiditet, teorin för andra ordningens fasövergångar, Ginzburg-Landau-teorin för supraledare, förklarade Landaudämpning inom plasmafysik och Landaupolen inom kvantelektrodynamik. 1962 belönades han med Nobelpriset i fysik för teorin om suprafluiditet.
Asteroiden 2142 Landau är uppkallad efter honom.